# Razundara Tjikuzu
Razundara Tjikuzu (Swakopmund, 12 december 1979) is een Namibisch voetballer die als verdedigende middenvelder speelde. Hij kwam onder andere uit voor Werder Bremen, Istanbul B. B. en Trabzonspor. Hij keerde na een jaar bij Kasımpaşa SK terug naar Namibië, waar hij nog even actief bleef.
Tjikuzu speelde 47 keer voor het Namibisch voetbalelftal.

## Loopbaan
| Seizoen     | Club                  | Land      | Competitie        | Wed. | Goals |
| ----------- | --------------------- | --------- | ----------------- | ---- | ----- |
| 1998/99     | Werder Bremen II      | Duitsland | Regionalliga Nord | 27   | 6     |
| 1999/00     | Werder Bremen         | Duitsland | Bundesliga        | 25   | 0     |
| 2000/01     | Werder Bremen         | Duitsland | Bundesliga        | 13   | 0     |
| 2001/02     | Werder Bremen         | Duitsland | Bundesliga        | 22   | 0     |
| 2002/03     | Werder Bremen         | Duitsland | Bundesliga        | 8    | 0     |
| 2003/04     | Hansa Rostock         | Duitsland | 2. Bundesliga     | 34   | 4     |
| 2004/05     | Hansa Rostock         | Duitsland | 2. Bundesliga     | 15   | 1     |
| 2005/06     | MSV Duisburg          | Duitsland | 2. Bundesliga     | 23   | 0     |
| 2006/07     | Rizespor              | Turkije   | Süper Lig         | 30   | 1     |
| 2007/09     | Istanbul B.B.         | Turkije   | Süper Lig         | 54   | 1     |
| 2009/10     | Trabzonspor           | Turkije   | Süper Lig         | 4    | 0     |
| 2009/10     | Diyarbakirspor (huur) | Turkije   | Süper Lig         | 10   | 0     |
| 2010/11     | Kasımpaşa SK          | Turkije   | Süper Lig         | 10   | 1     |
| Bijgewerkt: | 23 dec 2010           |           | Totaal            | 275  | 14    |